# Angelo Quaglia
Angelo Quaglia, italijanski rimskokatoliški duhovnik in kardinal, * 28. avgust 1802, Corneto, † 27. avgust 1872, Rim.

## Življenjepis
27. septembra 1861 je bil povzdignjen v kardinala in imenovan za kardinal-duhovnika Ss. Andrea e Gregorio al Monte Celio.